# Liste d'élections nationales en 2007
Chronologie des élections
- 2003
- 2004
- 2005
- 2006
- 2007
- 2008
- 2009
- 2010
- 2011

Cette liste recense les élections organisées durant l'année 1976. Elle inclut les élections législatives et présidentielles nationales dans les États souverains, ainsi que les référendums.

## Commentaires généraux
En France, la droite conserve le pouvoir à l'issue des élections présidentielle et législatives en mai et juin, avec l'élection de Nicolas Sarkozy à la présidence de la République. En Russie, le parti de droite Russie unie, qui soutient le président Vladimir Poutine, remporte largement les législatives en décembre. En Australie, les travaillistes (centre-gauche), emmenés par Kevin Rudd, accèdent au pouvoir lors des élections législatives fédérales en novembre. 
Des semblants d'élections ont lieu dans plusieurs régimes autoritaires, où les autorités s'assurent par divers moyens qu'aucune alternance démocratique ne soit possible. C'est le cas en Gambie (janvier), en Syrie (avril et mai), au Viêt Nam (mai), mais surtout dans des États d'Asie centrale : au Turkménistan (qui demeure un régime à parti unique) en février, au Kazakhstan (août), et en Ouzbékistan (décembre). Au Bhoutan à l'inverse, les élections législatives en décembre constituent une étape importante dans la mise en place de la démocratie.
Au Nigéria en avril, l'opposition fait campagne activement, mais les élections sont entachées de violences qui font deux cents morts, d'intimidations à l'encontre des électeurs, de fraudes électorales ainsi que de vols d'urnes et de bulletins. Au Kenya en décembre, la ré-election du président Mwai Kibaki entraîne des émeutes meurtrières à l'encontre de ses partisans réels ou supposés, faisant quelque 1 500 morts. En Thaïlande, les partisans du populiste Thaksin Shinawatra, chassés du pouvoir par l'armée en 2006, remportent les élections législatives en décembre, provoquant une nouvelle crise politique.

## Par mois

### Janvier
| Date       | Pays   | Élections    | Contexte | Résultats |
| ---------- | ------ | ------------ | --- | --- |
| 21 janvier | Serbie | Législatives | Premières élections législatives après la séparation de la Serbie-et-Monténégro en 2006. | Parlement sans majorité. Le Parti radical (extrême-droite) y conserve la majorité relative, avec un tiers des sièges. Vojislav Koštunica (Parti démocrate : droite libéral-conservatrice) demeure Premier ministre, maintenant son gouvernement de coalition avec l'autre Parti démocrate (social-libéral) et avec le parti G17 Plus (centre-droit libéral-conservateur). |
| 25 janvier | Gambie | Législatives | La Gambie à cette date est un régime autoritaire, où l'opposition ne peut fonctionner librement. Le président Yahya Jammeh menace de priver de toute politique de développement les circonscriptions qui éliraient des candidats d'opposition. | L'Alliance patriotique pour la réorientation et la construction (droite autoritaire) conserve la majorité écrasante des sièges. |

### Février
| Date       | Pays         | Élections      | Contexte | Résultats |
| ---------- | ------------ | -------------- | --- | --- |
| 11 février | Portugal     | Référendum     | Référendum initié par le gouvernement. Les citoyens sont invités à se prononcer pour ou contre la légalisation de l'interruption volontaire de grossesse. | La proposition est approuvée par 59,3 % des votants, mais l'issue de vote n'est pas contraignant, en raison du faible taux de participation (43,6 %). Le droit à l'avortement est adopté par le Parlement, et ratifié en avril. |
| 11 février | Turkménistan | Présidentielle | Première élection présidentielle depuis 1992. Elle fait suite à la mort du président-à-vie Saparmyrat Nyýazow. Le Turkménistan à cette date est un État à parti unique ; le parti présente six candidats, tout en indiquant clairement pour lequel les électeurs sont censés voter. Aucune candidature d'opposition n'est permise. | Gurbanguly Berdimuhamedow (Parti démocratique : autoritaire, étatiste, laïc), déjà président par intérim, est élu avec 89,2 % des voix.                                                                                         |
| 17 février | Lesotho      | Législatives   | | Le parti Congrès pour la démocratie (centre-gauche) subit un recul mais conserve tout juste la majorité absolue des sièges. Pakalitha Mosisili demeure Premier ministre.                                                        |
| 25 février | Sénégal      | Présidentielle | | Le président Abdoulaye Wade (Parti démocratique : libéral) est réélu dès le premier tour avec 55,9 % des voix, face à quatorze autres candidats. Des élections législatives ont lieu en juin.                                   |

### Mars
| Date          | Pays                        | Élections                      | Contexte | Résultats |
| ------------- | --------------------------- | ------------------------------ | --- | --- |
| 4 mars        | Estonie                     | Législatives                   | | Parlement sans majorité. Andrus Ansip (Parti de la réforme : centre-droit libéral) demeure Premier ministre, formant un nouveau gouvernement de coalition avec l'Union de la patrie et Res Publica (conservatrice) et le Parti social-démocrate (centre-gauche). |
| 6 mars        | États fédérés de Micronésie | Législatives                   | Il n'existe pas de partis politiques en Micronésie. | Alternance. Tous les députés sont élus sans étiquette, mais les élections produisent un changement de majorité. Joseph Urusemal échoue à être réélu à la présidence de la République par le nouveau Congrès, qui lui préfère Manny Mori. |
| 7 mars        | Irlande du Nord             | Législatives                   | L'Irlande du Nord est l'une des quatre nations constitutives du Royaume-Uni. Ces élections visent à restaurer l'autonomie politique de l'Irlande du Nord, celle-ci ayant été suspendue en 2002 en raison de l'incapacité des partis de former un gouvernement d'union nationale, requis par l'accord de Belfast. | Le Parti unioniste démocrate (droite conservatrice, protestante et unioniste) conserve la majorité relative, avec un tiers des sièges. Ian Paisley (PUD) devient Premier ministre, tandis que le poste de vice-Premier ministre revient à Martin McGuinness (Sinn Féin : gauche, nationalisme irlandais). Le Parti unioniste d'Ulster (centre-droit unioniste) et le Parti social-démocrate et travailliste (centre-gauche nationaliste) participent également au gouvernement d'unité nationale. |
| 4 et 18 mars  | Abkhazie                    | Législatives                   | L'Abkhazie est un État de facto souverain, mais considéré par la communauté internationale comme faisant partie de la Géorgie. | Les partis du gouvernement, notamment Abkhazie unie (conservateur) et le parti Renouveau, conservent la majorité absolue des sièges. Alexandre Ankvab (Renouveau) demeure Premier ministre. |
| 18 mars       | Finlande                    | Législatives                   | | Parlement sans majorité. Le Parti du centre (social-libéral) recule mais conserve sa majorité relative avec un quart des sièges, tout juste devant le Parti de la coalition nationale (centre-droit libéral-conservateur ; opposition). Matti Vanhanen (Parti du centre) demeure Premier ministre, formant un nouveau gouvernement de coalition qui rassemble le PCN, le Parti populaire suédois (libéral, représentant la minorité suédophone) et la Ligue verte (écologiste, centre-gauche).    |
| 25 mars       | Hong Kong                   | Élection du chef de l'exécutif | Hong Kong est une région administrative spéciale de la République populaire de Chine. Pour la première fois, un candidat de l'opposition démocrate participe au scrutin. L'élection a lieu au suffrage indirect, le Comité électoral (collège électoral) ayant été élu par les citoyens en décembre 2006.        | Donald Tsang (sans étiquette, membre du « camp pro-Pékin » : droite) est réélu avec 84,1 % des suffrages face à Alan Leong (Parti civique : centre-gauche social-libéral, « camp démocrate »). |
| 11 et 25 mars | Mauritanie                  | Présidentielle                 | Après le coup d'État d'août 2005 qui renverse le président Maaouiya Ould Sid'Ahmed Taya, le Conseil militaire pour la justice et la démocratie forme un gouvernement de transition et prépare ces élections démocratiques.                                                                                       | Sidi Mohamed Ould Cheikh Abdallahi (sans étiquette) est élu au second tour avec 52,9 % des voix face à Ahmed Ould Daddah (Rassemblement des forces démocratiques : centre-gauche). |
| 31 mars       | Bénin                       | Législatives                   | | Parlement sans majorité. Le nouveau parti Forces cauris pour un Bénin émergent, qui soutient le président Thomas Boni Yayi, obtient la majorité relative des sièges. |

### Avril
| Date     | Pays           | Élections                      | Contexte | Résultats |
| -------- | -------------- | ------------------------------ | --- | --- |
| 4 avril  | Madagascar     | Référendum constitutionnel     | Les citoyens sont appelés à approuver un ensemble d'amendements constitutionnels, dont l'octroi de nouveaux pouvoirs au président de la République en cas d'urgence, et le retrait du principe de laïcité de la constitution. Les citoyens doivent approuver ou rejeter l'ensemble des propositions en bloc. | Les propositions sont approuvées par 75,3 % des votants. |
| 9 avril  | Timor oriental | Présidentielle                 | 1er tour | - |
| 15 avril | Équateur       | Référendum                     | Les citoyens sont invités à se prononcer pour ou contre la convocation d'une assemblée constituante, à l'initiative du président Rafael Correa. | La proposition est approuvée par 86,8 % des votants. Les élections pour une assemblée constituante ont lieu en septembre. |
| 21 avril | Nigeria        | Législatives et présidentielle | Le Sénat ayant rejeté un amendement constitutionnel qui aurait permis au président sortant Olusegun Obasanjo (Parti démocratique populaire) de briguer un troisième mandat, ce dernier ne peut se représenter. L'élection marque ainsi la première transition de l'histoire du pays entre deux présidents civils et élus. Quelque deux cents personnes sont tuées lors des violences qui marquent la campagne électorale. Les observateurs venus de l'Union européenne estiment par ailleurs que ces élections n'ont aucune crédibilité, dénonçant une corruption électorale à grande échelle, les violences et les intimidations à l'encontre des électeurs, les fraudes électorales ou encore le vol d'urnes et de bulletins. | Le Parti démocratique populaire (droite conservatrice et néolibérale) conserve la majorité absolue des sièges aux deux chambres du Congrès. Umaru Yar'Adua (PDP) est élu président de la République avec 69,8 % des voix face à dix-sept autres candidats, dont Muhammadu Buhari (Parti du tout le peuple : droite, à l'idéologie quasi identique au PDP ; 18,7 %). |
| 22 avril | France         | Présidentielle                 | 1er tour | - |
| 22 avril | Syrie          | Législatives                   | La Syrie à cette date est une dictature de facto à parti unique. Les citoyens doivent choisir entre plusieurs listes de candidats, dont chacune attribue les deux tiers des sièges au Front national progressiste, coalition des partis politiques autorisés et inféodés au régime. Le parti Baas (panarabisme, laïc) s'y octroie automatiquement la majorité absolue des sièges. Les sièges non alloués au FNP sont accordés à des candidats sans étiquette politique mais sélectionnés par le régime. Aucune candidature d'opposition ni aucune alternance au pouvoir ne sont possibles. | La répartition des sièges ayant été établie par avance, elle est simplement entérinée par le scrutin. Mohammed Naji al-Otari (parti Baas) demeure Premier ministre. Une élection présidentielle a lieu en juillet. |
| 29 avril | Mali           | Présidentielle                 | 1er tour | - |

### Mai
| Date         | Pays                      | Élections              | Contexte | Résultats |
| ------------ | ------------------------- | ---------------------- | --- | --- |
| 2 mai        | Bahamas                   | Législatives           | | Alternance. Le Mouvement national libre (centre-droit), principal parti d'opposition, remporte la majorité absolue des sièges. Hubert Ingraham devient Premier ministre. |
| 3 mai        | Écosse                    | Législatives           | L'Écosse est l'une des quatre nations constitutives du Royaume-Uni. | Parlement sans majorité. Alternance. Le Parti national écossais (SNP ; centre-gauche, indépendantiste) dépasse d'un siège le Parti travailliste (centre-gauche) au pouvoir et obtient la majorité relative. Alex Salmond (SNP) devient Premier ministre, formant un gouvernement minoritaire composé uniquement de son propre parti.                                   |
| 3 mai        | Pays de Galles            | Législatives           | Le pays de Galles est l'une des quatre nations constitutives du Royaume-Uni. | Assemblée sans majorité. Le Parti travailliste (centre-gauche) conserve une majorité relative amoindrie des sièges, et est contraint de former un gouvernement de coalition avec le Plaid Cymru (gauche indépendantiste). Rhodri Morgan (travailliste) demeure Premier ministre.                                                                                       |
| 6 mai        | Burkina Faso              | Législatives           | | Le parti Congrès pour la démocratie et le progrès (gauche) conserve la majorité absolue des sièges. Tertius Zongo est nommé Premier ministre. |
| 6 mai        | France                    | Présidentielle         | 2e tour. Le président sortant Jacques Chirac (UMP), ayant effectué deux mandats, ne se représente pas. | Nicolas Sarkozy (Union pour un mouvement populaire : droite) est élu avec 53,1 % des voix face à Ségolène Royal (Parti socialiste : centre-gauche). Des élections législatives ont lieu en juin. |
| 9 mai        | Timor oriental            | Présidentielle         | 2d tour. Le président sortant Xanana Gusmão (Congrès national de reconstruction timoraise : centre-gauche) ne se représente pas. | José Ramos-Horta (sans étiquette mais soutenu par le CNRT), Premier ministre sortant, est élu président de la République avec 69,2 % des voix face à Francisco Guterres (Front révolutionnaire pour l'indépendance : gauche). Des élections législatives ont lieu en juin.                                                                                             |
| 10 au 12 mai | Seychelles                | Législatives           | | Le Front progressiste du peuple (centre-gauche) conserve la majorité absolue des sièges. |
| 12 mai       | Arménie                   | Législatives           | | Le Parti républicain (droite) accroît sa majorité relative des sièges, frôlant la majorité absolue. Serge Sargsian (républicain) demeure Premier ministre. |
| 12 mai       | Islande                   | Législatives           | | Parlement sans majorité. Le Parti de l'indépendance (droite) conserve la majorité relative des sièges, mais son partenaire de coalition, le Parti du progrès (centriste, libéral) perd près de la moitié de ses sièges. Geir Haarde (Parti de l'indépendance) demeure Premier ministre, formant un gouvernement de coalition avec le parti l'Alliance (centre-gauche). |
| 13 mai       | Mali                      | Présidentielle         | 2e tour | Le président Amadou Toumani Touré (sans étiquette mais soutenu par l'Alliance pour la démocratie : centre-gauche) est réélu avec 71,2 % des voix face à Ibrahim Boubacar Keïta (Rassemblement pour le Mali : centre-gauche). |
| 14 mai       | Philippines               | Législatives           | Élection de l'ensemble de la Chambre des représentants, et de la moitié du Sénat. | Le Lakas-CMD et ses alliés (centre-droit) conservent la majorité absolue des sièges à la Chambre des représentants, mais l'alliance « Opposition authentique » (hétéroclite) remporte la majorité absolue au Sénat. |
| 17 mai       | Algérie                   | Législatives           | | Le Front de libération nationale (FLN, socialiste) perd sa majorité absolue des sièges, mais conserve la majorité relative. Abdelaziz Belkhadem demeure Premier ministre. |
| 19 mai       | Roumanie                  | Référendum révocatoire | Après la décision prise par une large majorité des députés de suspendre le président de la République Traian Băsescu, les citoyens sont appelés à se prononcer pour ou contre la destitution de ce dernier. Ses adversaires l'accusent d'une approche partisane à l'exercice de ses fonctions.                                                      | Les Roumains s'opposent à 75,1 % à la destitution du président, désavouant ainsi les députés. Traian Băsescu est perçu par bon nombre de citoyens comme un dirigeant intègre qui s'attaque à la corruption. |
| 20 mai       | Union européenne Bulgarie | Élections européennes  | Élection des représentants bulgares au Parlement européen. | Le GERB (centre-droit) et la Coalition pour la Bulgarie (gauche et centre-gauche) remportent cinq sièges chacun, le Mouvement des droits et des libertés (centriste) quatre, l'Union nationale Attaque (extrême-droite) trois, et le Mouvement national Siméon II (centriste) un.                                                                                      |
| 20 mai       | Viêt Nam                  | Législatives           | Le Viêt Nam est un État à parti unique. Les autorités présentent davantage de candidats qu'il n'y a de sièges à pourvoir, afin que les citoyens les départagent. Aucun parti d'opposition n'est permis, mais un petit nombre de candidats sans étiquette, approuvés par les autorités, sont autorisés à se présenter contre les candidats du parti. | Le Front de la Patrie du Viêt Nam, organisation regroupant le Parti communiste et les « mouvements de masse » qui lui sont liés, remporte tous les sièges sauf un, ce dernier revenant à un candidat indépendant. Le Parti communiste conserve à lui seul la majorité écrasante des sièges. Nguyễn Tấn Dũng (Parti communiste) demeure Premier ministre.               |
| 24 mai       | Irlande                   | Législatives           | | Parlement sans majorité. Le parti Fianna Fáil conserve la majorité relative des sièges. Bertie Ahern (Fianna Fáil) demeure Premier ministre, conservant son gouvernement de coalition avec les Démocrates progressistes (conservateurs libéraux), et y intégrant également le Parti vert (écologiste, centre-gauche).                                                  |
| 27 mai       | Syrie                     | Présidentielle         | La Syrie à cette date est un État à parti unique. Le Conseil du peuple (parlement) choisit un candidat unique, et le soumet à l'approbation des citoyens. Aucune candidature d'opposition n'est possible. | Bachar el-Assad (parti Baas : panarabisme, laïc) est réélu avec officiellement 97,6 % de suffrages favorables. |

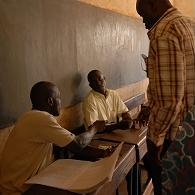
Déroulement de l'élection présidentielle de 2007 au Mali.

### Juin
| Date          | Pays                | Élections    | Contexte | Résultats |
| ------------- | ------------------- | ------------ | --- | --- |
| 3 juin        | Sénégal             | Législatives | Ces élections font suite à l'élection présidentielle en février. Les principaux partis d'opposition refusent de participer, citant le refus du gouvernement d’accepter un audit du fichier électoral. | Le Parti démocratique (libéral) et ses alliés, au pouvoir, remportent une majorité écrasante des sièges. Le président Abdoulaye Wade conserve ainsi sa majorité parlementaire. C'est néanmoins Cheikh Hadjibou Soumaré, technocrate sans étiquette politique, qui est nommé Premier ministre. |
| 10 juin       | Belgique            | Législatives | | Parlement sans majorité. L'alliance du parti Chrétiens-démocrates et flamands (CD&V, centre-droit) et de l'Alliance néo-flamande (N-VA, centre-droit) obtient la majorité relative avec un cinquième des sièges. La coalition gouvernementale sortante du Premier ministre Guy Verhofstadt (Libéraux et démocrates flamands, Open Vld : centre-droit social-libéral) ne dispose plus que de la moitié exactement des sièges. Yves Leterme, chef de l'alliance CD&V / N-VA, échoue à former un gouvernement alternatif. En décembre, Guy Verhofstadt forme un gouvernement de coalition par intérim, chargé des affaires courantes, avec le CD&V, le Mouvement réformateur (centre-droit libéral francophone), le Parti socialiste (centre-gauche, francophone) et le Centre démocrate humaniste (chrétien-démocrate, francophone). En mars 2008, Yves Leterme devient Premier ministre, étant parvenu à former une coalition avec ces mêmes partis. L'affaire Fortis entraîne toutefois la démission d'Yves Leterme en décembre 2008 ; Herman Van Rompuy (CD&V) devient alors Premier ministre, à la tête d'une coalition de ces mêmes partis. |
| 10 et 17 juin | France              | Législatives | Ces élections font suite à l'élection présidentielle en mai. | L'Union pour un mouvement populaire (droite à centre-droit) conserve une majorité absolue amoindrie des sièges. François Fillon (UMP), nommé un mois plus tôt par le nouveau président Nicolas Sarkozy, demeure Premier ministre, dirigeant un gouvernement qui inclut aussi le parti Nouveau Centre (centre-droit). |
| 24 juin       | République du Congo | Législatives | 1er tour | - |
| 30 juin       | Timor oriental      | Législatives | Ces élections font suite au scrutin présidentiel en mai. | Parlement sans majorité. Alternance. Le Front révolutionnaire pour l'indépendance (FREITLIN, gauche), qui disposait de la majorité absolue à l'assemblée sortante mais a perdu l'élection présidentielle, recule nettement. Il demeure en tête, mais n'obtient que la majorité relative, avec moins d'un tiers des sièges. Xanana Gusmão (Congrès national de reconstruction timoraise : centre-gauche) devient Premier ministre, formant un gouvernement de coalition avec trois autres partis du centre ou de centre-gauche. Des partisans frustrés du FREITLIN se livrent à des actes de violences, incendiant des maisons ; trois personnes sont tuées. |

### Juillet
| Date                  | Pays                      | Élections    | Contexte                                                  | Résultats |
| --------------------- | ------------------------- | ------------ | --------------------------------------------------------- | --- |
| 30 juin au 10 juillet | Papouasie-Nouvelle-Guinée | Législatives |                                                           | Parlement sans majorité. Sir Michael Somare (Parti de l'alliance nationale) demeure Premier ministre, parvenant à forger une coalition de quatorze partis. C'est la première fois qu'un Premier ministre sortant est reconduit après un premier mandat de cinq ans. |
| 1er et 22 juillet     | Mali                      | Législatives | Ces élections font suite au scrutin présidentiel d'avril. | Alternance. L'Alliance pour la démocratie et le progrès, alliance des partis favorables au président Amadou Toumani Touré -dont l'Alliance pour la démocratie (centre-gauche) et l'Union pour la république et la démocratie (centre-gauche)- remporte une large majorité des sièges. Ousmane Issoufi Maïga (sans étiquette) demeure Premier ministre jusqu'à fin septembre, puis Modibo Sidibé (sans étiquette) lui succède. |
| 22 juillet            | Cameroun                  | Législatives |                                                           | Le Rassemblement démocratique du peuple (droite) conserve la majorité écrasante des sièges. Ephraïm Inoni demeure Premier ministre. |
| 22 juillet            | Japon                     | Sénatoriales |                                                           | Chambre sans majorité. La coalition du Parti libéral-démocrate (droite) et du Komeito (centre-droit bouddhiste) perd sa majorité absolue des sièges, et est devancée par l'alliance des partis d'opposition de centre-gauche, qui frôle la majorité absolue. |
| 22 juillet            | Turquie                   | Législatives | Élections anticipées.                                     | Le Parti de la justice et du développement (droite) recule légèrement mais conserve la majorité absolue des sièges. Recep Tayyip Erdoğan demeure Premier ministre. |

### Août
| Date          | Pays                | Élections                      | Contexte | Résultats |
| ------------- | ------------------- | ------------------------------ | --- | --- |
| 5 août        | République du Congo | Législatives                   | 2d tour | Le Parti du travail (gauche) et ses alliés conservent la majorité absolue des sièges. Isidore Mvouba (Parti du travail) demeure Premier ministre.                      |
| 11 août       | Sierra Leone        | Présidentielle et législatives | Tour unique des législatives et 1er tour de la présidentielle. | Alternance. Le parti d'opposition Congrès de tout le peuple (gauche) remporte la majorité absolue des sièges au Parlement.                                             |
| 18 août       | Kazakhstan          | Législatives                   | Le Kazakhstan est un régime autoritaire. L'OSCE dénonce des irrégularités dans le décompte des bulletins, ainsi que des médias biaisés en faveur du gouvernement. | Le parti Nour-Otan (autoritaire, libéral en économie, laïc), au pouvoir, remporte tous les sièges. Karim Massimov demeure Premier ministre.                            |
| 18 août       | Maldives            | Référendum constitutionnel     | Sur proposition de l'opposition, les citoyens sont appelés à se prononcer pour ou contre l'instauration d'un régime parlementaire plutôt que présidentiel. Le gouvernement se prononce en faveur du maintien d'un régime présidentiel.                                    | Les votants se prononcent à 62,0 % en faveur du régime présidentiel.                                                                                                   |
| 19 août       | Thaïlande           | Référendum constitutionnel     | Les citoyens sont appelés à se prononcer sur une proposition de nouvelle constitution initiée par le gouvernement militaire. Son adoption permettrait la tenue d'élections. Cette constitution restreint à deux le nombre de mandats qu'un Premier ministre peut exercer. | La proposition est adoptée par 57,8 % des votants. Des élections législatives ont lieu en décembre.                                                                    |
| 25 août       | Nauru               | Législatives                   | Il n'existe pas de partis politiques. | Le gouvernement sortant conserve la majorité absolue des sièges. La nouvelle assemblée reconduit Ludwig Scotty à la présidence de la République.                       |
| 22 et 30 août | Kiribati            | Législatives                   | | Alternance. Le parti Boutokaan te koaua, qui soutient le président Anote Tong, remporte la majorité absolue des sièges. Une élection présidentielle a lieu en octobre. |

### Septembre
| Date         | Pays         | Élections                      | Contexte | Résultats |
| ------------ | ------------ | ------------------------------ | --- | --- |
| 3 septembre  | Jamaïque     | Législatives                   | | Alternance. Le Parti travailliste (conservateur), principal parti d'opposition, remporte la majorité absolue des sièges. Bruce Golding devient Premier ministre. |
| 7 septembre  | Maroc        | Législatives                   | L'association Transparency Maroc dénonce un fort degré de corruption électorale lors de ce scrutin. | Parlement sans majorité. Le parti de l'Istiqlal (conservateur) termine premier avec un sixième des sièges. El Fassi (parti de l'Istiqlal) est nommé Premier ministre, formant un gouvernement de coalition avec quatre autres partis (conservateurs, libéraux, sociaux-démocrates et socialistes). |
| 8 septembre  | Sierra Leone | Présidentielle                 | 2d tour | Alternance. Ernest Bai Koroma (Congrès de tout le peuple : gauche) est élu avec 54,6 % des voix face au vice-président sortant Solomon Berewa (Parti du peuple : conservateur). |
| 9 septembre  | Guatemala    | Présidentielle et législatives | Tour unique des législatives et 1er tour de la présidentielle. | Parlement sans majorité. L'Union nationale de l'espérance (centre-gauche chrétien-social) termine en tête avec moins d'un tiers des sièges. |
| 16 septembre | Grèce        | Législatives                   | | Le parti Nouvelle Démocratie (centre-droit libéral-conservateur) recule mais conserve tout juste la majorité absolue des sièges. Kóstas Karamanlís demeure Premier ministre. |
| 23 septembre | Madagascar   | Législatives                   | | Le parti J'aime Madagascar (TIM) conserve une large majorité des sièges. Charles Rabemananjara (TIM) demeure Premier ministre. Le gouvernement est destitué lors de la crise politique de 2009, qui met un terme à la Troisième République.                                                        |
| 30 septembre | Équateur     | Législatives                   | Élection d'une assemblée constituante. | Le parti Alianza País (gauche), au pouvoir, remporte la majorité absolue des sièges. L'assemblée produit en 2008 une nouvelle constitution qui renforce la protection de l'environnement et reconnaît le droit à l'alimentation comme un droit humain fondamental.                                 |
| 30 septembre | Ukraine      | Législatives                   | Le président Viktor Iouchtchenko (Notre Ukraine : libéral et conservateur) a dissous le Parlement et convoqué ces élections anticipées en raison de graves tensions entre la présidence et le Premier ministre Viktor Ianoukovitch (Parti des régions : centriste, pro-russe). | Parlement sans majorité. Alternance. Le Parti des régions conserve la majorité relative des sièges. Mais c'est Ioulia Tymochenko (Bloc Ioulia Tymochenko : centre-droit social-libéral et pro-européen) qui devient Première ministre, avec l'appui des députés de l'alliance Notre Ukraine.       |

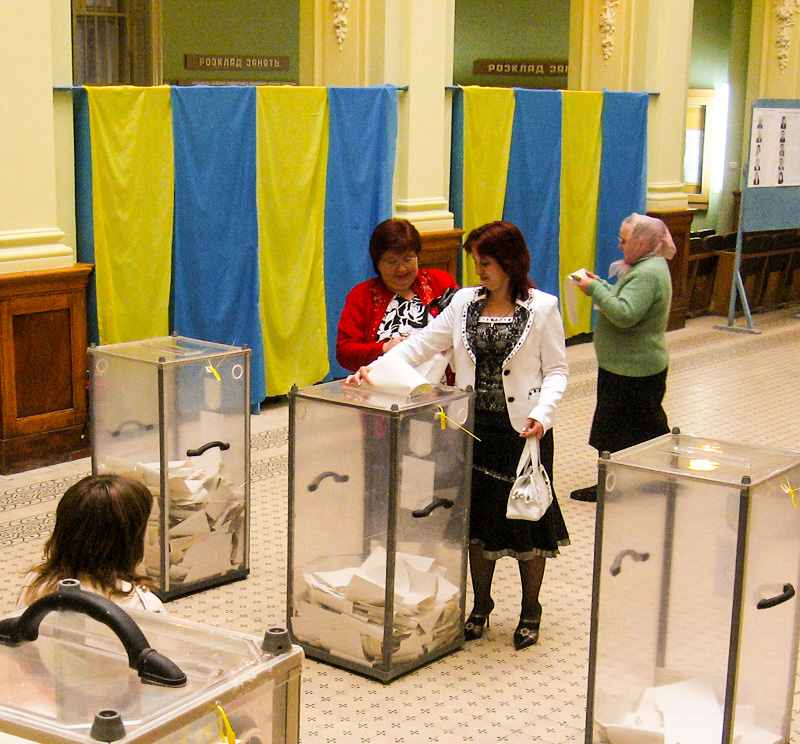
Déroulement des élections législatives ukrainiennes de septembre 2007.

### Octobre
| Date             | Pays         | Élections                      | Contexte | Résultats |
| ---------------- | ------------ | ------------------------------ | --- | --- |
| 7 octobre        | Costa Rica   | Référendum                     | Les citoyens sont invités à se prononcer pour ou contre l'Accord de libre-échange d'Amérique centrale (CAFTA). | L'accord est approuvé par 51,6 % des votants. |
| 14 octobre       | Togo         | Législatives                   | | Le parti Rassemblement du peuple (RPT) conserve la majorité absolue des sièges. Komlan Mally (RPT) devient Premier ministre. |
| 17 octobre       | Kiribati     | Présidentielle                 | Des élections législatives ont eu lieu en août. Le Parlement ne valide pas les candidatures des principales figures de l'opposition pour ce scrutin présidentiel, provoquant de la part de l'opposition un appel au boycott de l'élection. | Anote Tong (parti Piliers de la vérité) est réélu avec 64,3 % des voix face à trois autres candidats. |
| 21 octobre       | Kirghizistan | Référendum                     | À la suite de la révolution des Tulipes, les citoyens sont appelés à se prononcer sur une proposition de nouvelle constitution. L'OSCE dénonce de nombreuses irrégularités dans la tenue du scrutin, dont des cas de bourrage d'urnes. | La nouvelle constitution est approuvée officiellement par 95,4 % des votants. |
| 21 octobre       | Pologne      | Parlementaires                 | | Parlement sans majorité. Alternance. Le parti Plate-forme civique (centre-droit libéral-conservateur) remporte la majorité relative des sièges à la Diète (chambre basse) et la majorité absolue au Sénat. Donald Tusk (Plate-forme civique) devient président du Conseil des ministres (Premier ministre), formant un gouvernement de coalition avec le Parti paysan (centre-droit conservateur et agrarien).                              |
| 21 octobre       | Suisse       | Législatives                   | | Parlement sans majorité. L'Union démocratique du centre (extrême-droite national-conservatrice, libérale en économie) obtient la majorité relative au Conseil national (chambre basse) avec un peu plus d'un quart des sièges ; il devance tout juste le Parti socialiste (gauche). Le Parti démocrate-chrétien (centre-droit conservateur) est le premier parti au Conseil des États (chambre haute), avec quinze sièges sur quarante-six. |
| 21 octobre       | Slovénie     | Présidentielle                 | 1er tour. | - |
| 21 octobre       | Turquie      | Référendum                     | Les citoyens sont appelés à se prononcer sur un ensemble de propositions de réformes constitutionnelles, dont : l'élection du président de la République au suffrage universel, avec un mandat reconductible de cinq ans (au lieu d'un mandat non reconductible de sept ans), et la tenue d'élections législatives tous les quatre ans (au lieu de cinq). | Cet ensemble de réformes est approuvé par 69,0 % des votants. |
| 20 au 24 octobre | Tokelau      | Référendum d'autodétermination | Les Tokelau sont un territoire sous souveraineté de la Nouvelle-Zélande. Les citoyens sont appelés à se prononcer pour ou contre une proposition de statut de libre association avec celle-ci. S'étant prononcés en 2006 contre un changement de statut, ils sont appelés à voter à nouveau sur la même question, sur demande des Nations unies.          | 64,5 % des votants se prononcent en faveur d'un statut de libre association. La proposition n'étant pas approuvée par une majorité des deux-tiers des votants, elle n'est pas adoptée. |
| 27 octobre       | Oman         | Législatives                   | Élection du Conseil consultatif. Les partis politiques ne sont pas autorisés. | Tous les membres du conseil sont élus sans étiquette. Le sultan Qabus ibn Saïd demeure son propre Premier ministre. |
| 28 octobre       | Argentine    | Législatives et présidentielle | Le président Néstor Kirchner (Front pour la victoire) ne se représente pas. | Le Front pour la victoire (centre-gauche) conserve la majorité absolue des sièges aux deux chambres du Congrès. Cristina Kirchner (Front pour la victoire), épouse du président sortant, est élue présidente de la République avec 45,3 % des voix face à treize autres candidats. |

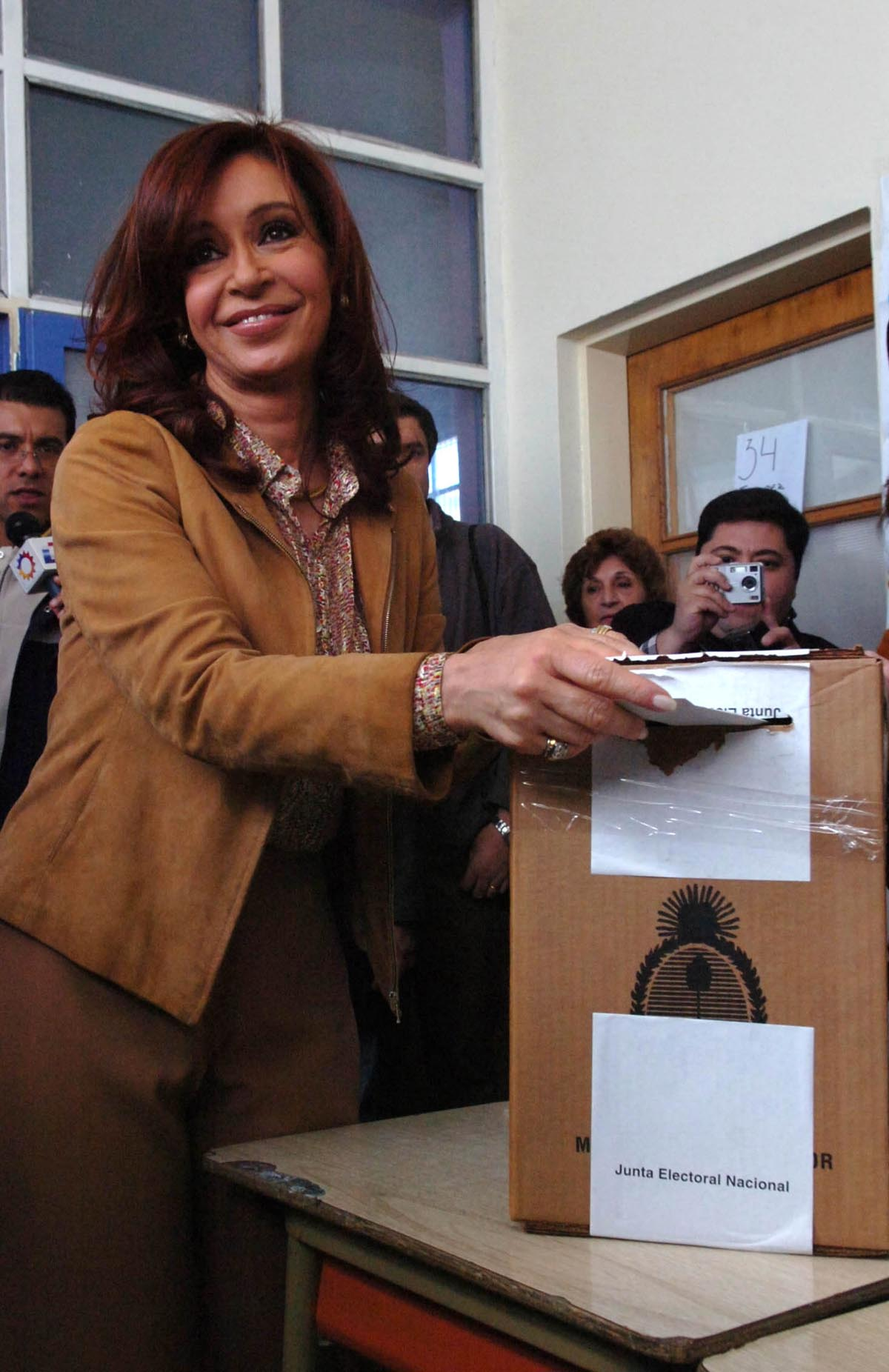
Cristina Kirchner vote lors des élections du 28 octobre qui la portent à la présidence de la République d'Argentine.

### Novembre
| Date              | Pays                         | Élections                  | Contexte | Résultats |
| ----------------- | ---------------------------- | -------------------------- | --- | --- |
| 4 novembre        | Guatemala                    | Présidentielle             | 2e tour. La constitution interdit à un président sortant de briguer un nouveau mandat ; Óscar Berger (Grande Alliance nationale : GANA, droite) n'est donc pas candidat. | Alternance. Álvaro Colom (Union nationale de l'espérance : centre-gauche chrétien-social) est élu avec 52,8 % des voix face à Otto Pérez Molina (Parti patriote : droite). Alejandro Giammattei Falla, candidat du GANA, a été éliminé au premier tour. |
| 5 novembre        | Trinité-et-Tobago            | Législatives               | | Le Mouvement national du peuple (centre-gauche) conserve la majorité absolue des sièges. Patrick Manning demeure Premier ministre. |
| 11 novembre       | Slovénie                     | Présidentielle             | 2e tour. Le président sortant Janez Drnovšek (sans étiquette, anciennement du parti Démocratie libérale, centre-gauche) ne se représente pas.                            | Danilo Türk (social-démocrate sans étiquette) est élu avec 68,0 % des voix face à Lojze Peterle (conservateur sans étiquette). |
| 13 novembre       | Danemark                     | Législatives               | | Parlement sans majorité. Anders Fogh Rasmussen (Venstre : libéral-conservateur) demeure Premier ministre, dirigeant un gouvernement de coalition avec le Parti populaire conservateur, le Parti populaire (droite populiste, nationaliste et eurosceptique) et l'Alliance libérale (centre-droit). |
| 17 novembre       | Kosovo                       | Législatives               | Le Kosovo à cette date est sous administration intérimaire des Nations unies.                                                                                            | Parlement sans majorité. Le Parti démocratique (centre-droit, indépendantiste, libéral en économie, pro-européen) obtient la majorité relative avec un peu plus d'un tiers des sièges. Hashim Thaçi (Parti démocratique) devient Premier ministre. Le Kosovo déclare sa pleine indépendance vis-à-vis de la Serbie en février 2008.                                                                                    |
| 19 novembre       | Îles Marshall                | Législatives               | | Alternance. La coalition d'opposition « Nos îles » remporte de peu la majorité absolue des sièges. |
| 20 novembre       | Jordanie                     | Législatives               | | La plupart des élus sont sans étiquette. Nader Dahabi est nommé Premier ministre à la tête d'un gouvernement technocrate. |
| 24 novembre       | Australie                    | Législatives               | | Alternance. Le Parti travailliste (centre-gauche) remporte la majorité absolue des sièges à la Chambre des représentants. Au Sénat, les travaillistes obtiennent le même nombre de sièges que la Coalition conservatrice et libérale de la majorité sortante, mais le soutien des Verts (gauche écologiste) y confère aux travaillistes la majorité absolue. Kevin Rudd (Parti travailliste) devient Premier ministre. |
| 24 et 25 novembre | Croatie                      | Législatives               | | Parlement sans majorité. L'Union démocratique (HDZ ; conservatrice) conserve la majorité relative des sièges. Ivo Sanader (HDZ) demeure Premier ministre, en formant un gouvernement de coalition avec la Coalition vert-jaune (conservateurs) et le Parti démocratique indépendant serbe (sociaux-démocrates, représentant la minorité serbe).                                                                        |
| 25 novembre       | Union européenne ( Roumanie) | Élections européennes      | Élection des députés roumains au Parlement européen. | Le Parti démocrate (centre-droit) arrive en tête, avec treize sièges sur trente-cinq. |
| 25 novembre       | Roumanie                     | Référendum constitutionnel | Les citoyens sont invités à se prononcer pour ou contre l'adoption du scrutin uninominal majoritaire à deux tours pour les élections législatives.                       | La proposition est approuvée par 81,4 % des votants, mais invalidée par le faible taux de participation (26,5 %). |

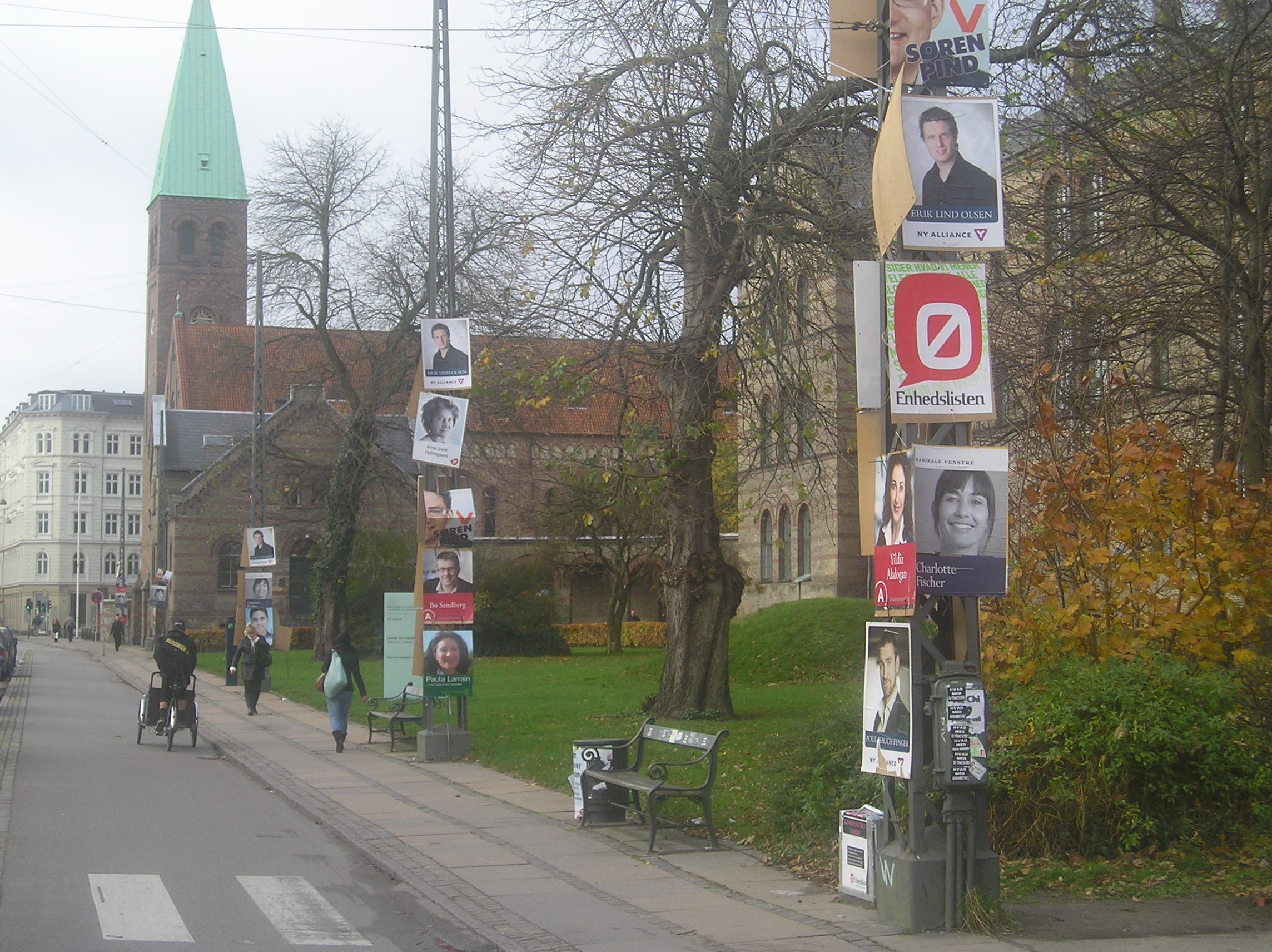
Affiches de campagne pour les élections législatives danoises de novembre 2007.

### Décembre
| Date        | Pays         | Élections                      | Contexte | Résultats |
| ----------- | ------------ | ------------------------------ | --- | --- |
| 2 décembre  | Russie       | Législatives                   | | Le parti Russie unie (conservateur), qui disposait de la majorité relative des sièges, remporte cette fois une large majorité absolue. Viktor Zoubkov (Russie unie) demeure initialement Premier ministre, puis cède ce poste à Vladimir Poutine en mai 2008, lorsque celui-ci a terminé son mandat de président de la République. |
| 2 décembre  | Venezuela    | Référendum constitutionnel     | Les citoyens sont invités à se prononcer sur un ensemble de propositions de réformes constitutionnelles. Parmi elles, réduire à 36h au lieu de 44h la durée légale du temps de travail hebdomadaire, et interdire les discriminations fondées sur l'orientation sexuelle. Mais aussi permettre au président de la République de briguer un nombre indéfini de mandats à la tête de l'État, et l'autoriser à déclarer un état d'urgence sans limite dans le temps. Les propositions sont divisées en deux blocs. | Les deux blocs sont rejetés respectivement par 50,7 et 51,0 % des votants. |
| 16 décembre | Kirghizistan | Législatives                   | Les élections législatives de 2005, falsifiées, avaient été invalidées à la suite de la révolution des Tulipes. | Le parti Chemin blanc, du président Kourmanbek Bakiev, remporte une très large majorité des sièges. Igor Tchoudinov (Chemin blanc) devient Premier ministre. |
| 19 décembre | Corée du Sud | Présidentielle                 | La constitution interdit à un président sortant de se représenter ; Roh Moo-hyun (parti Uri : centre-gauche, libéral) n'est donc pas candidat. | Alternance. Lee Myung-bak (Grand parti national : conservateur et néo-libéral) est élu avec 48,7 % des voix face à onze autres candidats, dont Chung Dong-young (parti Uri ; 26,1 %). |
| 23 décembre | Thaïlande    | Législatives                   | L'armée a pris le pouvoir en septembre 2006, renversant le gouvernement du Premier ministre Thaksin Shinawatra, qu'elle accuse de corruption et de népotisme. Ces élections, initiées par la junte, visent à restaurer un gouvernement civil. Le parti Thai rak Thai (populiste ; parti du gouvernement renversé, et qui détenait la majorité absolue des sièges au Parlement dissous) a été interdit. | Parlement sans majorité. Bien qu'étant empêché par la junte de faire campagne librement, le Parti du pouvoir populaire (nouvelle version de facto du parti Thai rak Thai) remporte la majorité relative des sièges, frôlant la majorité absolue. Il forme un gouvernement de coalition avec cinq autres partis, dont le Parti de la Nation thaïe (droite) et le Parti pour la mère-patrie (centriste). Samak Sundaravej (PPP) devient Premier ministre. En mai 2008 éclate une crise politique, et en septembre la Cour constitutionnelle démet Samak Sundaravej de ses fonctions, pour avoir été salarié par les producteurs de deux émissions télévisées de cuisine après son entrée en fonction, en violation des règles contre les conflits d'intérêts. Somchai Wongsawat (PPP) est choisi par la majorité parlementaire pour lui succéder comme Premier ministre, mais est démis de cette fonction par la Cour constitutionnelle en décembre, lorsque le PPP est dissous sur ordre de la Cour, pour fraude électorale. Abhisit Vejjajiva (Parti démocrate : centre-droit libéral) devient alors Premier ministre à la tête d'un gouvernement de coalition. |
| 23 décembre | Ouzbékistan  | Présidentielle                 | Le président sortant, Islam Karimov, fait fi de la disposition constitutionnelle limitant un président à deux mandats, et se re-présente pour un troisième mandat. Les trois autres candidats font campagne pour Karimov plutôt que pour eux-mêmes ; l'OSCE dénonce un scrutin sans choix réel. | Islam Karimov (Parti libéral-démocrate : autoritaire, populiste) est déclaré réélu avec 90,8 % des voix. |
| 27 décembre | Kenya        | Législatives et présidentielle | | Parlement sans majorité ; alternance. Le Mouvement démocrate orange (social-démocrate et libéral) y obtient la majorité relative des sièges, manquant de peu la majorité absolue. Mwai Kibaki (Parti de l'unité nationale : droite) est toutefois réélu président de la République avec 46,4 % des suffrages face à huit autres candidats dont Raila Odinga (Mouvement démocrate orange ; 44,1 %). Des violences postélectorales éclatent dès l'annonce des résultats de la présidentielle. Des membres de l'ethnie luo, favorables à Odinga, s'en prennent violemment aux Kikuyus, qui soutiennent majoritairement Kibaki. Les violences font quelque 1 500 morts. La médiation de Kofi Annan aboutit à un accord de partage du pouvoir. La fonction de Premier ministre est créée et attribuée à Raila Odinga, qui prend la tête d'un gouvernement de coalition. |
| 31 décembre | Bhoutan      | Législatives                   | Élection du Conseil national (chambre haute). Premières élections après l'adoption d'une nouvelle constitution dans le cadre de l'introduction de la démocratie. Pour être élus à la chambre haute, les candidats doivent être diplômés de l'enseignement supérieur et ne doivent être membres d'aucun parti politique, cette chambre devant représenter la société civile. | Tous les membres élus le sont sans étiquette. L'élection de la chambre basse a lieu en 2008. |

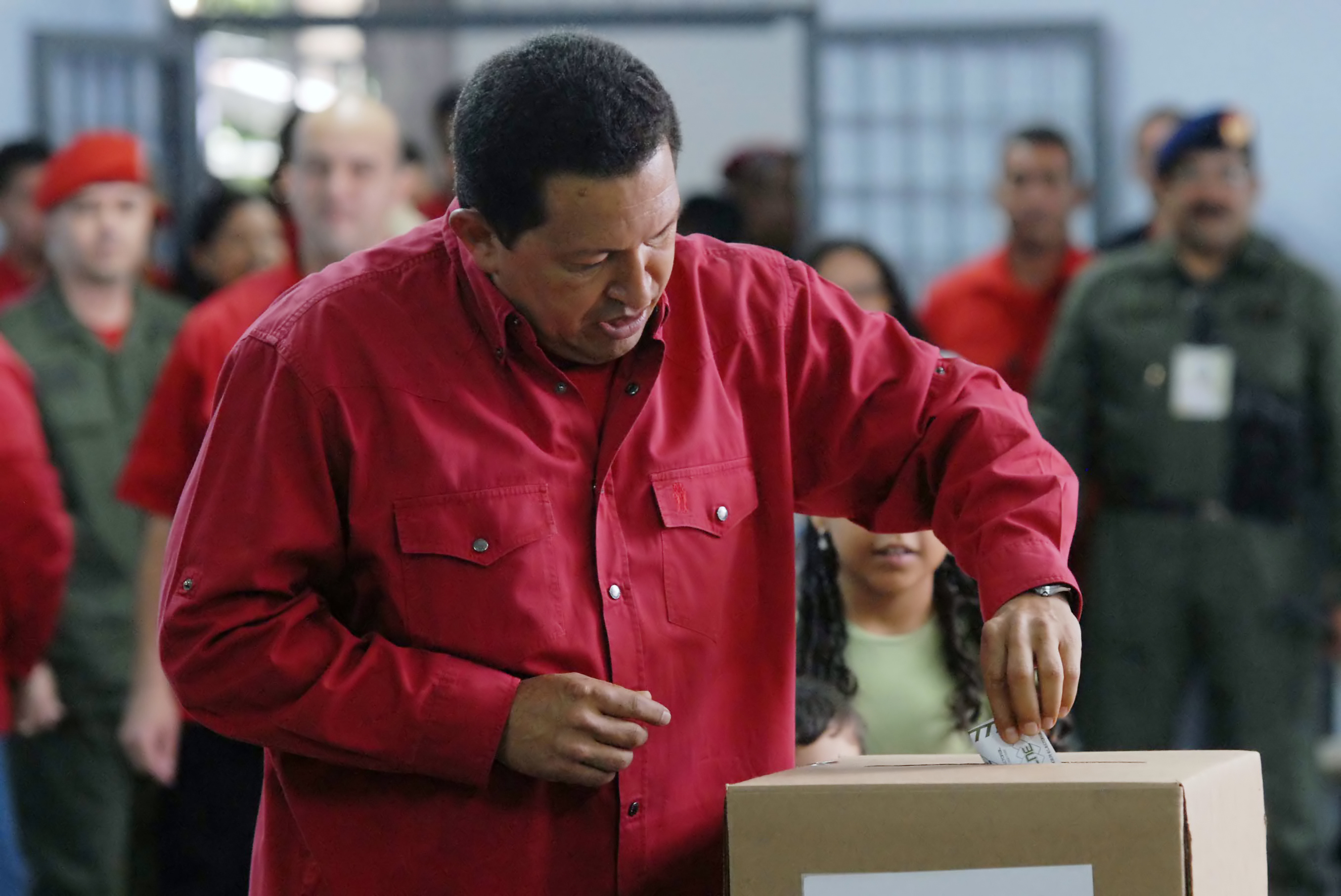
Le président Hugo Chávez vote lors du référendum de décembre 2007 au Venezuela.